# Julien Bernard
Julien Bernard, nascido a 17 de março de 1992 em Nevers, é um ciclista francês, membro da equipa Trek Factory Racing. Seu pai, Jean-François Bernard, foi também ciclista profissional.

## Palmarés
- Ainda não tem conseguido nenhuma vitória como profissional

## Resultados nas Grandes Voltas
Durante a sua carreira desportiva tem conseguido os seguintes postos nas Grandes Voltas.
| Carreira        | 2016 | 2017 | 2018 |
| --------------- | ---- | ---- | ---- |
| Giro d'Italia   | -    | 42º  | -    |
| Tour de France  | -    | -    | 35º  |
| Volta a Espanha | 57º  | 85º  | -    |

-: não participa 

Ab.: abandono 